# Demonax mustelinus
Demonax mustelinus es una especie de insecto coleóptero de la familia Cerambycidae. Estos longicornios son endémicos de Bacan (Indonesia).
Mide unos 15 mm.